# 사카나 AI
사카나 AI(Sakana AI Co, Ltd.)는 도쿄도에 본사를 둔 일본 인공지능 기업이다.

## 개요
사카나 AI의 주요 연구 분야는 AI의 진화와 집단 지성이다. 회사명은 일본어로 물고기를 뜻하는 さかな(사카나)에서 유래했다. 이는 물고기 떼가 모여 단순한 규칙으로 하나의 통일된 개체를 형성한다는 의미를 담고 있으며, 이는 집단 지성에 비유된다.
사카나 AI는 데이비드 하, 라이언 존스, 렌 이토가 설립했다. 라이언 존스는 2017년 구글 재직 당시 유명한 논문 "주의만 있으면 된다(Attention Is All You Need)"를 공동 집필했다. 럭스 캐피털(Lux Capital)과 코슬라 벤처스(Khosla Ventures)로부터 시드 투자 라운드를 통해 3천만 달러를 유치했다. 이 회사는 2024년 시리즈 A 투자 라운드에서 미쓰비시 UFJ, SMBC, 미즈호, 이토추, KDDI, 노무라, 엔비디아 등의 기업으로부터 약 2억 달러를 조달했다.
2024년 1월, 사카나 AI는 여러 기존 모델을 '번식'하여 새로운 AI 모델을 구축하는 방법을 개발했다. 이 과정은 대규모 연산 리소스를 필요로 하지 않기 때문에, 사카나 AI는 이를 AI 개발의 민주화 수단으로 보고 있다. 또한, 사카나 AI는 과학 연구 과정 전체를 자동화하는 'AI 과학자'라는 모델을 개발하고 있다. 닛케이 신문은 2024년 사카나 AI의 기업 가치를 190억 엔으로 추산했다.

## 같이 보기
- 집단 지성